# Cruzeiro Celular
A Cruzeiro Celular é uma operadora móvel com rede virtual (MVNO, na sigla em inglês) pertencente ao Cruzeiro Esporte Clube e desenvolvida em parceria com a Dry Company Brasil. O sistema de MVNO é predominante na Europa e é o setor que mais cresce no Brasil.
Com a criação da operadora, o Cruzeiro tornou-se o primeiro clube de futebol do Brasil a ter uma MVNO própria, já que o Corinthians e o Audax operam através da Vivo e da TIM, respectivamente. A operadora foi anunciada em 19 de julho de 2019 pelo site oficial do clube. A Cruzeiro Celular foi criada com cobertura em todo o país. Segundo informou o clube, os chips de telefonia móvel da Cruzeiro Celular já estão em produção e serão disponibilizados a partir de agosto de 2019.